# ゲスト (映画)
『ゲスト』（The Uninvited）は、2009年のアメリカ合衆国のホラー映画。韓国映画『箪笥』（2003年公開）のハリウッド・リメイク作品。
日本では劇場未公開だが、2010年1月に角川エンタテインメントよりDVDが発売された。

## ストーリー
病気で寝たきりの母親が火事で焼け死んだショックから精神病院に入院していたアナ。退院後、父親と姉アレックス、そして父親の恋人レイチェルが住む湖畔の家に戻って来た。しかし、アナとアレックスは、すっかり母親気取りのレイチェルとそんなレイチェルと仲睦まじい父親に反感を抱いていた。
ある夜、アナは母親の亡霊を見る。母親が何かを訴えようとしていると考えたアナとアレックスは、母親が亡くなった火事にレイチェルが関わっていたのではないかとの疑惑を抱くようになる。2人はレイチェルの正体を突き止めようとする。

## キャスト
| 役名               | 俳優                       | 日本語吹替 |
| ------------------ | -------------------------- | ---------- |
| アナ               | エミリー・ブラウニング     | 清水理沙   |
| アレックス         | アリエル・ケベル           | 根本圭子   |
| レイチェル         | エリザベス・バンクス       | 加藤優子   |
| スティーヴン       | デヴィッド・ストラザーン   | 牛山茂     |
| リリアン           | マヤ・マッサー             | 林佳代子   |
| エメリー保安官     | ケヴィン・マクナルティ     | 中博史     |
| マット             | ジェシー・モス             | 林勇       |
| シルバーリング医師 | ディーン・ポール・ギブソン | 北川勝博   |
| ヘンソン           | ドン・S・デイヴィス        | 広瀬正志   |
| アイリス           | レックス・バーンハム       | 藤村歩     |
| 司祭               | アルフ・ハンフリーズ       | 広瀬正志   |

- その他の声の吹き替え：赤池裕美子／タルタエリ／渡辺浩司